# Der traurige Polizist
Der traurige Polizist (Originaltitel in Afrikaans: Feniks) ist ein Kriminalroman des südafrikanischen Schriftstellers Deon Meyer aus dem Jahr 1996. Die deutsche Übersetzung von Ulrich Hoffmann erschien 2005 beim Aufbau Verlag. Im Juli 2016 wurde eine Verfilmung des Romans als sechsteilige Miniserie Cape Town mit Trond Espen Seim in der Hauptrolle ausgestrahlt.

## Inhalt
Zwei Jahre nach ihrem Tod bei einem Undercover-Einsatz als Drogenfahnderin trauert Mat Joubert, Captain beim South African Police Service, noch immer um seine Frau Lara. Seine Leistungen im Polizeidienst leiden unter seiner Depression. Immer wieder spielt er mit dem Gedanken an Selbstmord. Nachdem er seine Kollegen bei einem Einsatz gefährdet hat, erhält er eine Abmahnung. Als Colonel Bart de Wit, ein ANC-Günstling aus dem britischen Exil ohne jede Erfahrung in praktischer Polizeiarbeit, zum neuen Leiter der Mordkommission in Kapstadt ernannt wird, verordnet er seinen Detectives mehr körperliche Fitness. Besonders hart trifft es den Alkoholiker Benny Griessel, der in eine Entzugsklinik eingeliefert wird. Joubert erhält neben einer Ernährungsdiät Therapiesitzungen bei der Polizeipsychologin Hanna Nortier verordnet, die ihm überraschend gut tun. Bald schon entwickelt er auch ein privates Interesse an der jungen Frau und besucht an ihrer Seite sogar klassische Konzerte.
Als ein Serienmörder mehrere scheinbar nicht miteinander verbundene Personen durch gezielte Schüsse hinrichtet, übernimmt Joubert die Leitung der Ermittlung. Der einzige Anhaltspunkt ist die Tatwaffe, eine großkalibrige Mauser Broomhandle. Als die fast 100 Jahre alte Waffe bei einem Mordanschlag versagt, behilft sich der Täter mit einer zierlichen Smith & Wesson Escort, die als typische Frauenwaffe gilt. Die Kriminologin Dr. Boshoff entwickelt daraus die Theorie, der Serienmörder sei homosexuell. De Wit hingegen sorgt für Stirnrunzeln, als er die Taten erst der chinesischen Mafia zuordnen will und schließlich ein Medium aus London einfliegen lässt, um den Mörder parapsychologisch aufzuspüren. Ins Visier der Ermittlungen gerät ein Serien-Bankräuber, der in immer wieder unterschiedlichen Verkleidungen, aber mit ausgesuchter Höflichkeit Filialen derselben Bank ausraubt und dabei mit einer angeblichen Mauser droht. Doch Joubert zweifelt die Verbindung der ganz unterschiedlichen Taten an, und der wieder einsatzfähige Griessel kann einen Maskenbildner als Bankräuber festnehmen, der lediglich mit einer Spielzeugpistole bewaffnet ist.
Erst spät entdeckt Joubert eine gemeinsame Verbindung der Opfer der Mordserie: Sie hatten vor Jahren am Cape Commercial College einen gemeinsamen Kurs in Selbstfindung belegt. Zwar kann er nicht verhindern, dass auch der letzte Teilnehmer des Kurses ermordet wird, doch anschließend spürt er die damalige Kursleiterin Hester Clarke auf, die inzwischen ihren Namen gewechselt hat: Es handelt sich um seine Psychologin Hanna Nortier. Sie berichtet, wie der Abend des Kurses in einer abgeschiedenen Hütte aus dem Ruder lief, und die vom Alkohol enthemmten Männer sie vergewaltigten. Lange konnte sie die Geschehnisse verdrängen, bis eine kürzliche HIV-Diagnose ihren Rachefeldzug auslöste. Joubert nimmt ihr die Mauser, eine Waffe ihres Großvaters, ab und verhindert so ihren geplanten Selbstmord. Dann übergibt er sie seinen Kollegen. Als er Margaret Wallace, die Frau des ersten Opfers wiedertrifft, verabredet er sich mit ihr anstelle Hannas für die Oper.

## Hintergrund
Der traurige Polizist ist Meyers erster international übersetzter Roman. Allerdings wurde er in vielen Ländern erst nach anderen Werken des Autors veröffentlicht. Den Protagonisten Mat Joubert machte Meyer erst 2010 in Rote Spur wieder zur Hauptfigur eines seiner Romane. Eine andere bekannte Figur hat in Der traurige Polizist ihren ersten Auftritt als Sidekick: Benny/Bennie Griessel, der von 2004 in Der Atem des Jägers an zum Protagonisten einer ganzen Reihe von Romanen wurde. Meyer beschrieb im Rückblick: „Sein einziger Zweck war, etwas Comic Relief in ein Buch zu bringen, das ein wenig düster geraten war. […] Er machte soviel Spaß, dass ich ihn wieder und wieder verwenden wollte.“
Im Jahr 2010 sicherte sich Annette Reeker die TV-Rechte an Der traurige Polizist und produzierte fünf Jahre später mit ihrer Produktionsgesellschaft all-in-production eine internationale Fernsehserie mit bis dato 6 Folgen nach eigenen Drehbüchern. Als Schauspieler gewann sie unter anderem Trond Espen Seim, Boris Kodjoe, Axel Milberg und Arnold Vosloo. Regie führte Peter Ladkani. Ab dem 4. Juli 2016 strahlte der Sender 13th Street die Serie Cape Town aus. Für eine Fortsetzung ohne literarische Vorlage erwarb Reeker von Meyer inzwischen sämtliche Rechte an der Figur Mat Joubert.

## Rezeption
Mit dem traurigen Polizisten Mat Joubert zeichnet Deon Meyer für Tobias Gohlis das „Porträt eines psychisch schwer erkrankten Mannes, das in seinen besten Passagen an Lawrence Blocks großen Trinkerroman Eight Million Ways to Die herankommt.“ Allerdings weist der englische Titel Dead Before Dying über das Einzelschicksal eines Polizisten hinaus. Denn der gesamte Polizeiapparat werde im Roman als ein Spiegelbild der südafrikanischen Gesellschaft gezeichnet: „krank, paralysiert, erschöpft, angefressen von unverarbeiteten Schuldgefühlen“. Selbst die Heilung versprechende Polizeipsychologin erweist sich am Ende als „Opfer barbarischer Gewalt“ und nicht in der Lage, sich aus ihrem seelischen Trauma zu befreien.
Laut JC Patterson im Madison County Herald ist Der traurige Polizist „eine ausgezeichnete durch seine Figur getriebene Fabel von gebrochenen Leben und der inneren Stärke, die uns die Fähigkeit verleiht, entweder aus dem Abgrund zu klettern oder eins mit der Dunkelheit zu werden.“ Publishers Weekly beschreibt den Roman als „eine düstere, existentielle Geschichte mit genug Muskeln für sowohl Thriller-Fans als auch Liebhaber des Roman noir“, die allerdings nicht ganz auf der Höhe von späteren Romanen wie Tod vor Morgengrauen sei.

## Ausgaben
- Deon Meyer: Feniks. Queillerie, Kapstadt 1996, ISBN 1-874901-56-2.
- Deon Meyer: Tod vor Morgengrauen. Aus dem Englischen von Ulrich Hoffmann. Aufbau, Berlin 2005, ISBN 3-7466-2170-4.